# Incendie du train de Sakuragichō
L'incendie du train de Sakuragichō (桜木町事故, Sakuragichō jiko) s'est déroulé au Japon le 24 avril 1951 quand un train Série 63 (en) de la ligne Keihin (aujourd'hui intégrée dans la ligne Negishi) en approche de la gare de Sakuragichō à Yokohama entre en contact avec un fil suspendu sectionné par erreur ce qui provoque un court-circuit et déclenche un incendie qui tue 106 personnes et en blesse 92.

## L'accident
Le jour en question, les équipes d'entretien renouvellent les isolants électriques des fils aériens, quand à 13h38, un fil suspendu (à partir duquel le fil de contact est suspendu) est accidentellement sectionné ce qui permet au fil de contact de pendre. Quatre minutes plus tard, un train MoHa 63 (1271B) à 5 wagons approche de la gare de Yokohama et change de voie 50 mètres avant Sakuragichō mais le pantographe de la voiture de tête s’emmêle alors dans le fil de contact suspendu. Le conducteur tente d'abaisser le pantographe mais celui-ci tombe sur le côté et percute le wagon en bois, provoquant des étincelles qui déclenchent un feu sur le toit qui se répand rapidement au reste de la voiture.
Les 150 personnes voyageant dans la voiture ne peuvent pas ouvrir les portes électriques. La porte de raccordement à la deuxième voiture ne s'ouvre que vers l'intérieur, impossible donc à ouvrir avec la foule de passagers en panique à l'intérieur. Enfin, les fenêtres de la voiture sont trop petites pour s'échapper : les trains Série 63, conçus pendant la Seconde Guerre mondiale, utilisent de nombreuses mesures de réduction des coûts, dont l'une est une conception de fenêtre à trois volets, où seuls les panneaux inférieurs et supérieurs peuvent être ouverts. Dans le but d'éviter la dépense d'une grande vitre de grande taille, cette conception laisse les ouvertures trop petites pour passer. Les passagers se retrouvent donc piégés. La première voiture, construite peu de temps après la guerre en matériaux combustibles (une autre mesure de réduction des coûts est le toit en bois de ces voitures), est complètement consommée par le feu en dix minutes, tuant 106 personnes et blessant 92 autres.

## Conséquences
Le rapport d'enquête entraîne une meilleure protection contre les incendies dans tous les trains et dans le raccordement entre les voitures. Bien que les portes à commande électrique disposaient d'ouvertures manuelles placées sous les sièges passagers, celles-ci étaient mal signalées. Le rapport entraînent leur signalisation en rouge.
Cet accident provoque également la démission de Hideo Shima, directeur du département du matériel ferroviaire, en 1951. Shima est plus tard employé par la Japanese National Railways en 1955 pour concevoir et construire le premier train à grande vitesse du Japon, le Shinkansen.
Un monument aux victimes de l'accident est construit au temple Sōji-ji de Tsurumi-ku à Yokohama.

## Sources
- Train Fire at Sakuragi-cho